# او جی ۲۸۷
او جی ۲۸۷ (انگلیسی: OJ 287) یک جسم بی‌ال لکرتی در فاصلهٔ ۵ میلیارد سال نوری از زمین است که فوران‌های نوری شبه تناوبی را ایجاد کرده‌است که تقریباً به ۱۲۰ سال قبل بازمی‌گردد، همان‌طور که برای اولین بار در صفحات عکاسی از سال ۱۸۹۱ آشکار شد. حداقل از سال ۱۸۸۷ بر روی صفحات عکاسی دیده شده‌است، اولین بار در طول موج‌های رادیویی در طی بررسی آسمان اوهایو شناسایی شد. این یک سیاه‌چاله دودویی بسیار پرجرم (SMBHB) است. روشنایی ذاتی فلاش‌ها بیش از یک تریلیون برابر درخشندگی خورشید است که بیشتر از کل خروجی نور کهکشان راه شیری است.

## ویژگی‌ها
با توجه به تنوع در انفجارها و ویژگی‌های SMBHB، مدل‌های گوناگونی برای توضیح این فلاش‌ها پیشنهاد شده‌است. مدل اولیه جرم سیاهچالهٔ اولیه را تقریباً ۱۸٫۳۵ میلیارد جرم خورشیدی و سیاهچاله ثانویه را حدود ۱۵۰ میلیون جرم خورشیدی تخمین می‌زند. مدل‌های جدیدتر تخمین می‌زنند که جرم سیاهچاله مرکزی ۱۰۰ میلیون خورشید است، که بسیار کمتر از تخمین‌های قبلی است. این سبب می‌شود که شعاع شوارتزشیلد آن در حدود ۱٫۹۷ واحد نجومی باشد.